# Charlatanería radiactiva

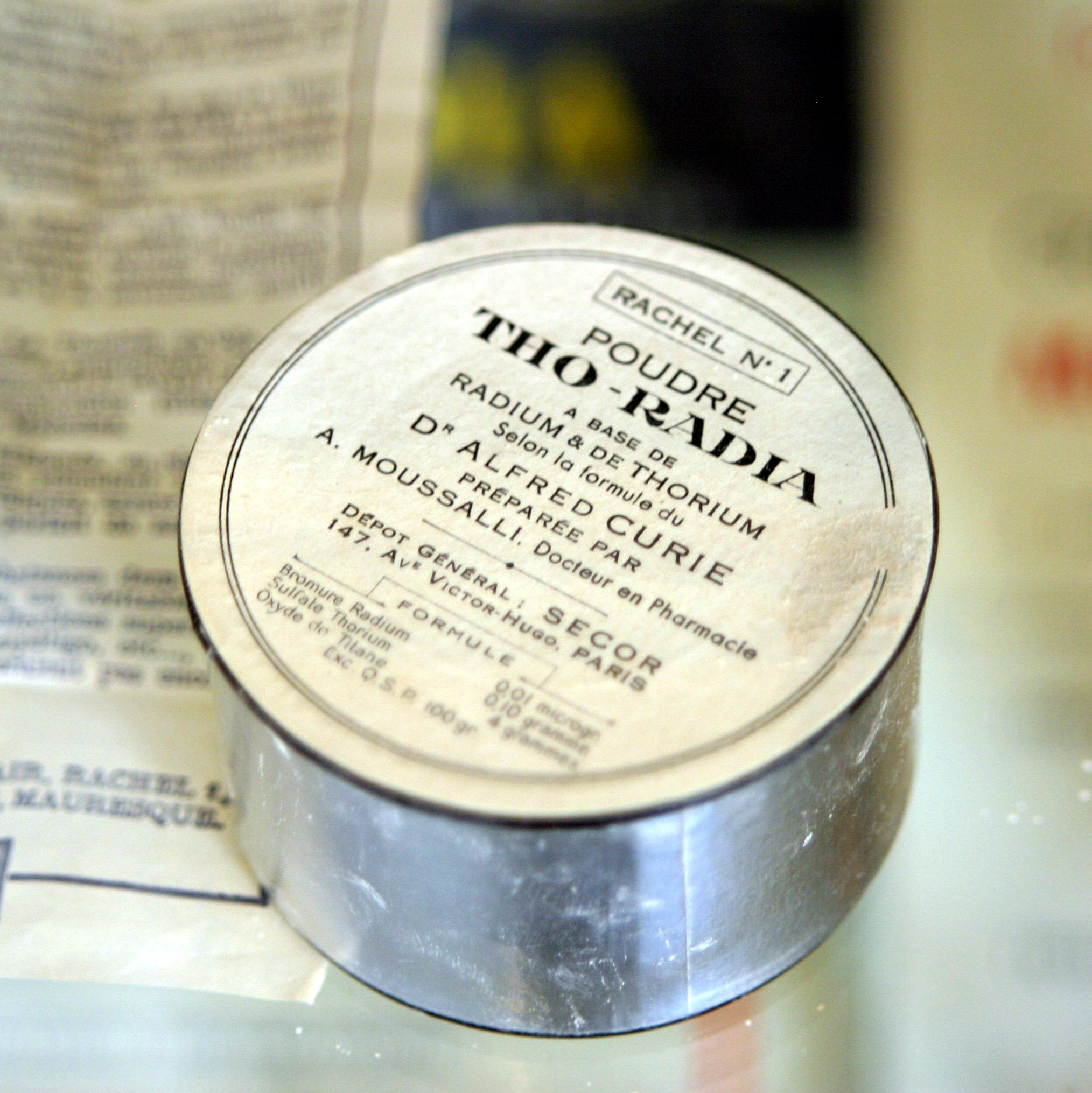
El polvo "Tho-radia", a base de radio y torio, según la fórmula del doctor Alfred Curie

La charlatanería radiactiva es aquella que promueve indebidamente la radiactividad como terapia para enfermedades. A diferencia de la radioterapia, que es el uso seguro de la radiación para la destrucción de células generalmente cancerosas, esta charlatanería promueve pseudocientíficamente el uso de sustancias radiactivas (y por ende nocivas para la salud) como un método efectivo contra enfermedades y para curar células. Estas prácticas fueron populares a comienzos del siglo XX, luego del descubrimiento de la desintegración radiactiva.

## Ejemplos notables
- Radithor, una solución de sales de radio, que su desarrollador, William J. A. Bailey, afirmó que tenía propiedades curativas.
- La pasta de dientes Doramad, que contenía pequeñas cantidades de torio. La publicidad de esta pasta de dientes decía: «Tus dientes brillarán con un tono radiactivo».
- Ollas Revigator, que añadían radón al agua potable.